# Stenums socken
Stenums socken i Västergötland ingick i Valle härad, ingår sedan 1971 i Skara kommun och motsvarar från 2016 Stenums distrikt.
Socknens areal är 28,43 kvadratkilometer varav 27,75 land. År 2000 fanns här 222 invånare. Sockenkyrkan Stenums kyrka ligger i socknen.

## Administrativ historik
Socknen har medeltida ursprung. 
Vid kommunreformen 1862 övergick socknens ansvar för de kyrkliga frågorna till Stenums församling och för de borgerliga frågorna bildades Ving, Stenum och Skärvs landskommun vilken 1889 upplöstes och Stenums landskommun bildades för denna socken. Landskommunen uppgick 1952 i Valle landskommun som 1971 uppgick i Skara kommun. Församlingen uppgick 2006 i Norra Vings församling som 2010 uppgick i Axvalls församling som 2018 uppgick i Valle församling.
1 januari 2016 inrättades distriktet Stenum, med samma omfattning som församlingen hade 1999/2000.  
Socknen har tillhört län, fögderier, tingslag och domsagor enligt vad som beskrivs i artikeln Valle härad. De indelta soldaterna tillhörde Skaraborgs regemente, Höjentorps kompani och Västgöta regemente, Vadsbo och Gudhems kompanier.

## Geografi
Stenums socken ligger öster om Skara nordväst om Hornborgasjön med Flian i söder. Socknen är en odlad slättbygd med mossar i nordost och skog i väster.

## Fornlämningar
Boplatser  och två hällkistor från stenåldern är funna. Från bronsåldern finns gravrösen. Från järnåldern finns gravar och stensättningar, domarringar och resta stenar.

## Namnet
Namnet skrevs 1397 Steneem och kommer från kyrkbyn. Namnet innehåller sten och hem, 'boplats; gård'.